# Rudolph Scholz
Rudolph John "Rudy" Scholz (Kewanee, Illinois, 17 de juny de 1896 - Palo Alto, Califòrnia, 9 de desembre de 1981) va ser un jugador de rugbi a 15 estatunidenc que va competir a començaments del segle xx.
El 1920 va ser seleccionat per jugar amb la selecció dels Estats Units de rugbi a 15 que va prendre part en els Jocs Olímpics d'Anvers, on guanyà la medalla d'or. Quatre anys més tard, als Jocs de París, tornà a guanyar la medalla d'or en la competició de rugbi.
Va lluitar en la Primera i Segona Guerra Mundial, i fou guardonat amb l'estrella de bronze per la seva participació en la batalla d'Okinawa. El 1979, amb 83 anys, jugà el seu darrer partit de rugbi.